# Kristin Chenoweth
Kristin Chenoweth   (Broken Arrow, 24 de juliol de 1968) nascuda Kristi Dawn Chenoweth és una actriu i cantant, amb crèdits en el teatre musical, cinema i televisió. El 1999 va guanyar un premi Tony per la seva interpretació com a Sally Brown a You're a Good Man, Charlie Brown a Broadway. El 2003, Chenoweth va rebre un gran reconeixement per haver originat el paper de Glinda en el musical Wicked, inclosa una nominació per a un altre Tony. Entre els seus papers televisius hi ha hagut Annabeth Schott a The West Wing i Olive Snook de la cadena NBC a la comèdia-drama de la ABC Pushing Daisies, per la qual va guanyar el Premi Emmy de 2009 a la millor actriu secundària en una sèrie de comèdia. També va protagonitzar la sèrie de televisió ABC GCB el 2012.
Chenoweth va cantar música gòspel de petita a Oklahoma i va estudiar òpera abans de decidir fer una carrera al teatre musical. El 1997 va debutar a Broadway a Steel Pier, guanyant el Premi Theatre World, abans d'aparèixer a You're a Good Man, Charlie Brown i Wicked. Els seus altres papers de Broadway van ser a The Apple Tree el 2006, Promises, Promises el 2010 i On the Twentieth Century el 2015, per la qual va rebre una altra nominació al premi Tony. També ha aparegut a cinc City Center Encores!, en produccions teatrals a l'Off-Broadway i regionals .
Chenoweth va tenir la seva pròpia comèdia de televisió, Kristin, el 2001, i ha protagonitzat nombrosos espectacles, inclosos Sesame Street i Glee, pels quals va ser nominada als premis Emmy el 2010 i 2011. En les pel·lícules, ha interpretat sobretot papers de personatges, com com a Bewitched (2005), The Pink Panther (2006) i RV (2006). Ha interpretat papers en pel·lícules destinades a la televisió, com ara Descendants (2015); doblatge en pel·lícules d'animació com Rio 2 (2014) i The Peanuts Movie juntament amb la sèrie de televisió d'animació Sit Down, Shut Up; ha presentat diversos premis; i ha publicat diversos àlbums de cançons, inclòs A Lovely Way to Spend Christmas (2008), Some Lessons Learned (2011), Coming Home (2014), The Art of Elegance (2016) i For the Girls (2019). Chenoweth també va escriure unes memòries del 2009, A Little Bit Wicked.

## Biografia
Chenoweth va ser adoptada quan tenia cinc dies per Junie Smith Chenoweth i Jerry Morris Chenoweth, ambdós enginyers químics [2] de Broken Arrow, Oklahoma, un suburbi de Tulsa, i anomenada Kristi Dawn Chenoweth. Ella ha declarat que té un quart d'ascendència cherokee. i que finalment va conèixer la seva mare biològica. A una edat primerenca, va interpretar cançons de gòspel per a esglésies locals. Un fet destacat de la seva infantesa va ser l'aparició en solitari a la conferència nacional del Southern Baptist Convention als 12 anys, on va interpretar la cançó d'Evie "Four Feet Eleven". El cor comença: "Només faig 4 peus 11', però vaig al Cel" (Chenoweth fa 150 cm d'alçada). Després de graduar-se de l'escola secundària Broken Arrow, on va participar en obres teatrals, Chenoweth va assistir a la Universitat d'Oklahoma City, on era membre de la sororitat Gamma Phi Beta (Beta Omicron). Va obtenir una llicenciatura en teatre musical el 1990 i un màster en representació d'òpera el 1992, estudiant amb instructor de veu i mentor, Florence Birdwell. Mentre estava a l'OCU, Chenoweth va competir en concursos de bellesa, guanyant el títol de Miss OCU i va ser el segon subcampió del concurs de Miss Oklahoma el 1991. In El 1992, Chenoweth va participar en un enregistrament d'estudi deThe Most Happy Fella.
Mentre estava a la universitat i treballava amb els seus mestres, Chenoweth va actuar al Lyric Theatre d'Oklahoma City, entre altres teatres regionals, en papers com de June de a Gypsy, Liesl a The Sound of Music, Fran a in Promises, Promises i Tuptim a The King and I. Quan va completar el seu màster, Chenoweth va participar en diversos concursos vocals i va ser nomenada "cantant més prometedora" a les audicions del Metropolitan Opera National Council, que van rebre una beca completa a l'Academy of Vocal Arts de Philadelphia. Dues setmanes abans de començar l'escola, però, va anar a la ciutat de Nova York per ajudar un amic a traslladar-se. Estant allà, va fer una audició per a la producció de la Paper Mill Playhouse del musical Animal Crackers (1993) i va aconseguir el paper d'Arabella Rittenhouse. Va rebutjar la beca i es va traslladar a Nova York per fer l'espectacle i seguir una carrera en teatre musical.

### Carrera

#### Teatre
Després d'Animal Crackers, Chenoweth va continuar apareixent en produccions de teatre regionals, com Babes in Arms al teatre Guthrie de Minneapolis, i Phantom (com Christine; també gira per Alemanya en aquest paper), també prenent papers en produccions a l'Off-Broadway com Luisa a in The Fantasticks,i Kristy a Box Office of the Damned (ambdues el 1994). El 1997, va aparèixer com a Hyacinth a la producció de la farsa de Moliere Scapin a la Roundabout Theatre Company Company, guanyant la seva primera ressenya del New York Times, amb Ben Brantley escrivint "L'enginy propens a plorar de Kristin Chenoweth és deliciós". Va debutar a Broadway la primavera de 1997 com Precious McGuire al musical Steel Pier de Kander i Ebb, pel qual va guanyar un Premi Theatre World. El 1998 va aparèixer al concert escenificat del City Center Encores! del musical deGeorge i Ira Gershwin, Strike up the Band com a Anne Draper i va crear papers a la producció original del Lincoln Center Theatre de A New Brain de William Finn. Ben Rimalower, a Playbill, va escriure: "És improbable que algú iguali Kristin Chenoweth en el paper de 'Nancy D., la cambrera'".

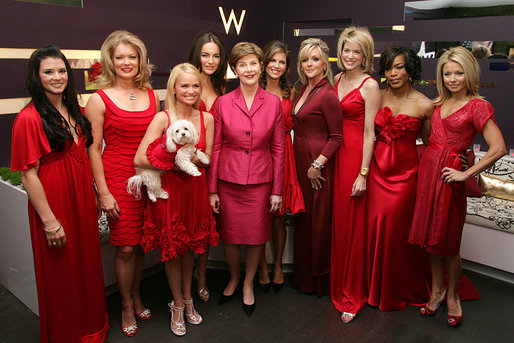
Chenoweth (amb el seu gos, Madeline Kahn "Maddie" Chenoweth) amb Laura Bush i models de celebritats a la desfilada de moda de la col·lecció de vestits vermells 2007 per donar a conèixer les malalties del cor

El 1999, Chenoweth va actuar en el revival de Broadway de You're a Good Man, Charlie Brown, com a germana petita del personatge del títol, Sally, un personatge que no estava present a la producció original. Va guanyar els premis Tony i Drama Desk a la millor actriu de repartiment en un musical. Més tard aquell mateix any, va actuar a Broadway en l'obra còmica de curta durada Epic Proportions, seguida per Daisy Gamble a la producció d'"Encores!" producció de On a Clear Day You Can See Forever al febrer del 2000.
Després d'això, Chenoweth va dividir el seu temps entre papers escènics i televisius o cinematogràfics i va publicar el seu primer àlbum en solitari, Let Yourself Go (2001). El 2002 va actuar al City Center Encores! 10th Anniversary Bash. L'octubre de 2003, va tornar a Broadway (després de la prova de San Francisco) en el musical Wicked,, com Glinda, la Bruixa bona del nord. Va ser nominada al Premi Tony del 2004 com a millor actriu protagonista en un musical per la seva interpretació; la seva co-estrella Idina Menzel (que va interpretar a Elphaba, la Bruixa malvada de l'Oest) va guanyar el premi. Chenoweth també va ser nominada als premis  Drama Desk i al  Drama League per aquest paper. Ben Rimalower, a Playbill, va escriure que, per a Glinda, "el patró daurat va ser establert indiscutiblement i indeleble" per les actuacions de Chenoweth. [26] Després d'interpretar Glinda durant nou mesos, Chenoweth va deixar Wicked, el 18 de juliol de 2004, aviat es va unir al repartiment de The West Wing a Los Angeles. L' àlbum del repartiment de Wicked va obtenir un premi Grammy el 2005.
Chenoweth va interpretar a Cunegonde al revival de Candide, de la New York Philharmonic, dirigida per Lonny Price, el maig del 2004. La producció també va ser transmès per la PBS a Great Performances. Una producció del duet poques vegades cantat "We Are Women", entre Cunegonde i Old Lady (interpretada per Patti Lupone), va ser inclosa a la producció.
Des de desembre de 2006 fins a març de 2007, Chenoweth va actuar a Broadway com a Eve en un revival de The Apple Tree amb Brian d'Arcy James i l'ex promès Marc Kudisch. Va rebre nominacions al Drama Desk i al Drama League. Va presentar la cerimònia dels premis Drama Desk d' aquell any. Va aparèixer a la producció d'Encores! de Music in the Air, de Jerome Kern i Oscar Hammerstein II el 2009. Chenoweth tenia previst tornar a la Metropolitan Opera el 2010 per interpretar a Samira a l'òpera de John Corigliano 's òpera The Ghosts of Versailles. El Met va cancel·lar la cara producció el 2008 a mesura que l'economia dels Estats Units es va debilitar.
Chenoweth va interpretar a Fran Kubelik en el revival de Broadway del musical Promises, Promises el 2010, al costat de Sean Hayes, que es va estrenar el 25 d'abril de 2010. Les cançons "I Say a Little Prayer" i "A House Is Not a Home" es van afegir perquè les cantés. Chenoweth i Hayes van romandre en el repartiment fins que es va tancar l'espectacle el 2 de gener de 2011, encara que va faltar a les actuacions del 29 de desembre de 2010 a l'1 de gener de 2011 per realitzar un concert de Cap d'Any al Walt Disney Concert Hall el 31 de desembre de 2010. Va interpretar a la televangelista Tammy Faye Bakker en una lectura del musical Rise el 2011.
Chenoweth va interpretar a Lily Garland en un revival de Broadway de On the Twentieth Century, al costat de Peter Gallagher, que va començar les prèvies el 12 de febrer i es va obrir el 12 de març de 2015, durant un compromís limitat de 22 setmanes fins al 19 de juliol de 2015 a la Roundabout Theatre Company. Ben Brantley del New York Times, va escriure que Chenoweth "utilitza l'histrionisme del [seu personatge] per crear un dels retrats més virtuosos de la cançó de Broadway. El vocabulari vocal que desplega aquí va des del jazz-baby brass fins plata operística, sovint en un sol número, i canvia entre ells amb una facilitat que fa caure la mandíbula. I cada nota perfectament ponderada es dispara amb un gest impecablement exagerat". Va ser nominada al premi Tony i va guanyar el premi Drama Desk per la seva interpretació.

#### Televisió
Després d'una aparició com a convidat a LateLine, un paper a la curta sèrie televisiva Paramour (1999), i diversos papers en pel·lícules de televisió com Annie (com Lily St. Regis), Chenoweth va protagonitzar la seva pròpia sitcom a la NBC, la semi-autobiogràfica Kristin el 2001. Va ser de curta durada, amb tretze episodis filmats, però només es van emetre sis abans de ser cancel·lat. Chenoweth va aparèixer en el paper principal de Marian a la pel·lícula de televisió del 2003, The Music Man,, al costat de Matthew Broderick. També va actuar com a convidada en programes com Frasier (2001), Sesame Street (2002 i diverses vegades després) i Ugly Betty (2007).
El 2004, Chenoweth va començar a fer el paper recurrent de la consultora de mitjans Annabeth Schott a The West Wing. Per la seva interpretació, va ser nominada dues vegades, juntament amb el repartiment, per a un Premi Screen Actors Guild. Va aparèixer en les dues últimes temporades del programa fins al 2006. Chenoweth havia estat considerada originalment pel paper d'Ainsley Hayes, però ja havia acceptat el seu paper a Wicked.

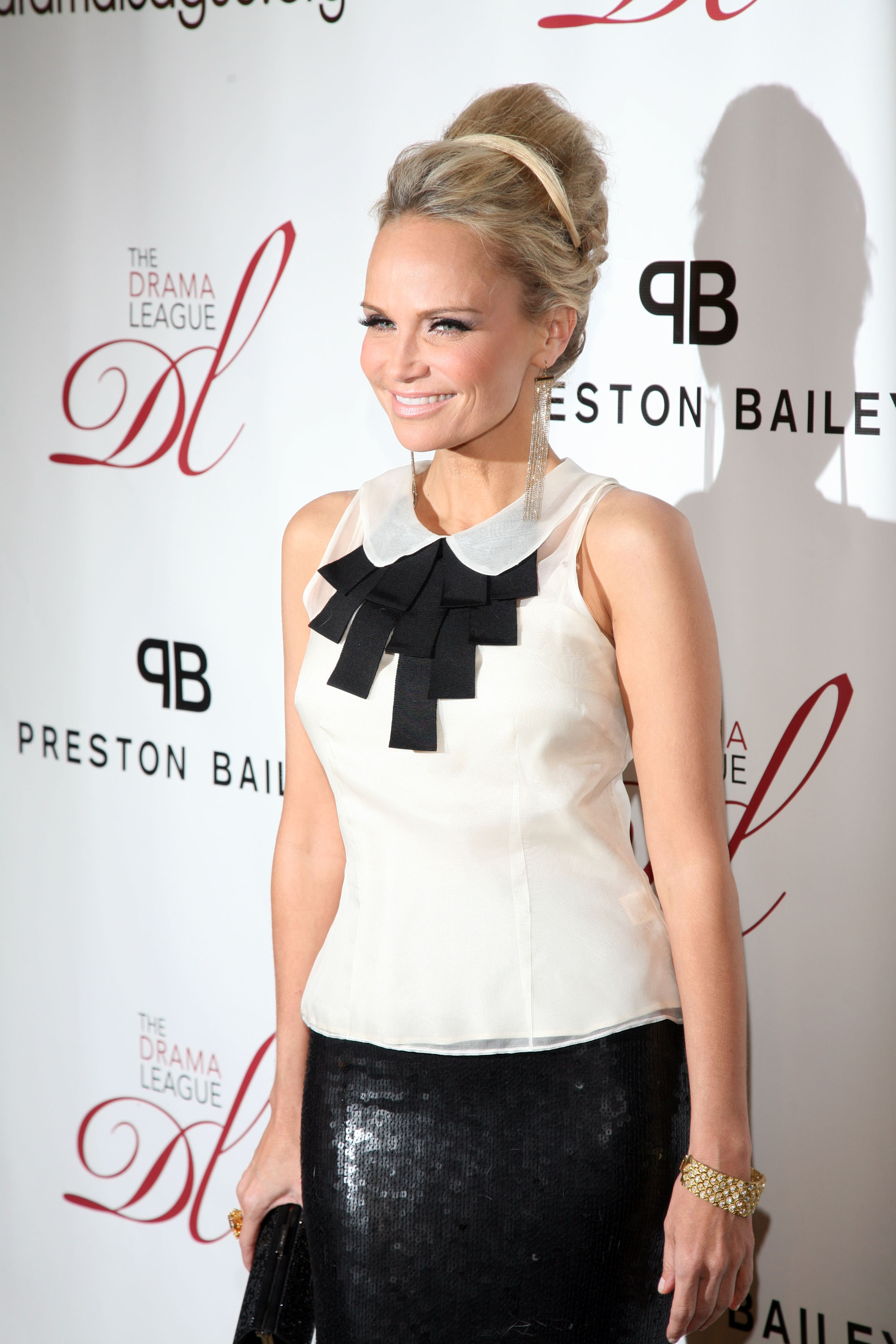
Chenoweth a la gala de beneficència de la Drama League 2012

Del 2007 al 2009, Chenoweth va interpretar Olive Snook a la sèrie de televisió Pushing Daisies. Per la seva interpretació, va rebre elogis de la crítica i va ser nominada dos anys consecutius al premi Emmy, guanyant el 2009 com a actriu secundària destacada en una sèrie de comèdia. La sèrie va ser cancel·lada després de dues temporades. El 2009, Chenoweth va prestar la seva veu a la sèrie animada Sit Down, Shut Up, com Miracle Grohe, una professora de ciències que no creu en la ciència. La sèrie va durar només tretze episodis. Més tard aquell mateix any, Chenoweth va començar un paper recurrent com a April Rhodes a Glee, cantant diverses cançons, aconseguint avisos entusiastes. El personatge és un antic membre del club glee que mai va acabar l'institut i va acabar tocant fons.Una ressenya a USA Today va observar: "La seva presència pot no tenir gaire sentit, però si vol dir escoltar a Chenoweth cantar, podem suportar qualsevol explicació que li interessi oferir a l'espectacle" Va rebre un premi Satellite per la seva estrella convidada destacada.
El 2010, Chenoweth va tornar a Glee com April Rhodes, cantant més cançons. Los Angeles Times va comentar, "la millor part de 'Home' va ser sens dubte el retorn de Kristin Chenoweth com April. A partir del seu duo valent de Fire amb Shue, al cor dolorosament solitàri de 'One Less Bell to Answer', que va seguir amb una fantàstica repetició de 'A House Is Not a Home' i, per descomptat, la seva desconsolada interpretació de Home em vaig tornar a enamorar d'ella". Va ser nominada als Premis Emmy del 2010 i del 2011 per les seves actuacions a Glee. Chenoweth va tornar de nou a Glee a "Rumours" el 2011, i pel seu 100è episodi el 2014. El 2011, Chenoweth es va unir al repartiment d'un pilot per a l'ABC anomenat Good Christian Bitches com a personatge anomenat Carlene Cockburn. L'ABC va recollir el programa i va canviar el títol per GCB. La sèrie va debutar el 2012 però només va durar una temporada; Chenoweth generalment cantava una cançó en cada episodi. El 2012 va protagonitzar un episodi de la sitcom Hot in Cleveland, titulat "The Gateway Friend".
Chenoweth va exercir un paper recurrent com a reportera política a la quarta temporada de The Good Wife (2012). No obstant això, aviat va abandonar l'espectacle a causa de les ferides greus sofertes al plató, on va patir una fractura del crani, trencament del nas, lesions de la columna vertebral i de les costelles i dents esquerdades. Va aparèixer a l'obertura de la temporada 2012 i va tornar en una breu escena per a un altre episodi. El 2013 i 2014, va fer dues aparicions com a Brittany Gold a la sèrie de televisió,, Kirstie. Chenoweth va interpretar a Maleficent a la pel·lícula original de Disney Channel, Descendants. El crític d'Entertainment Weekly va dir que "Chenoweth va robar gran part del programa" Va atreure a aquesta data la major audiència de pel·lícules de televisió per cable del 2015. més tard aquell mateix any, Chenoweth va aparèixer en un episodi de I Get That a Lot, fent-se passar per cambrera, i va ser co-presentadora als 69è Premis Tony, pel qual va ser nominada a un altre premi Emmy. Chenoweth va interpretar Velma Von Tussle a Hairspray Live! de la NBC ! el 2016.
El 2017, Chenoweth va fer el paper de Easter a la sèrie de Starz American Gods. El 2018 a Trial & Error, va aparèixer com Lavinia Peck-Foster, una excèntrica hereva acusada de l'assassinat del seu marit, que contracta Josh Segal i Associats per defensar-la. Va participar en una emissió de la NBC del 2018, A Very Wicked Halloween, que va acollir i cantar números populars i altres per celebrar el 15è aniversari de Wicked a Broadway. El mateix any, va aparèixer com a convidada en un altre especial de la cadena NBC, Darci Lynne: My Hometown Christmas. El març de 2019, Chenoweth va aparèixer a la televisió britànica com a jutge d'un programa eEspecial "All Star Musicals" de la ITV. Ella i Elaine Paige també van interpretar "I Know Him So Well".
Un programa de competició televisiva Food Network, derivat del joc Candy Land, s'estrena el novembre de 2020, a càrrec de Chenoweth.

#### Cinema
Chenoweth va debutar al cinema a Topa Topa Bluffs el 2002 interpretant "Patty". Després d'uns anys fora del cinema, va tornar a la gran pantalla en la versió cinematogràfica del 2005 d'Bewitched, dirigida per Nora Ephron, com Maria Kelly. El 2006, Chenoweth va interpretar papers secundaris en cinc pel·lícules, The Pink Panther, RV, Retalls de la meva vida, Deck the Halls, i Stranger Than Fiction.
El 24 de febrer de 2008, Chenoweth va cantar "That's How You Know" de la pel·lícula Enchanted a la 80a edició dels Premis Oscar al Kodak Theater. També va donar veu a Rosetta, la fada del jardí de la pel·lícula d'animació de 2008 Tinker Bell. Més tard aquell mateix any, Chenoweth va aparèixer a la pel·lícula de comèdia romàntica de vacances Com a casa, enlloc del 2008, interpretant a la germana del personatge de Reese Witherspoon.
El 2009, Chenoweth va actuar com a "prostituta suïcida" en el drama indie Into Temptation, escrit i dirigit per Patrick Coyle. La pel·lícula es va projectar al Newport Beach Film Festival i posteriorment es va estrenar en DVD. També el 2009, Chenoweth va repetir el seu paper de veu de Rosetta a Tinker Bell and the Lost Treasure i va filmar la comèdia de Disney You Again (estrenada el 2010). Va donar veu a Gabi, una granota verinosa, a la pel·lícula d'animació del 2014, Rio 2. El 2015, va aparèixer amb Jennifer Lopez i Ryan Guzman a la pel·lícula de thriller The Boy Next Door i va donar la veu a Fifi, l 'interès amorós de Snoopy, a in The Peanuts Movie. Va donar veu a la princesa Skystar a la pel·lícula d'animació de 2017 My Little Pony i va posar veu a Abby the Mouse a la pel·lícula d'animació The Star (2017).

#### D'altres
Chenoweth apareixia sovint a A Prairie Home Companion. El 27 d'agost de 2008, Chenoweth va llançar un vídeo a Internet amb Funny or Die anomenat Intervention with Kristin Chenoweth. El vídeo parodiava l'espectacle Intervention, d'A&E, amb Chenoweth com a intervencionista cantant i ballant. La cançó del vídeo va ser composta per Andrew Lippa, amb lletres d'Amy Rhodes, que també va escriure el guió del vídeo. Chenoweth va admetre que dubtava sobre la interpretació de les lletres.
El 2010 va aparèixer en un curtmetratge de tres minuts per a la Glamour Magazine titulat "iPad or Bust". Va posar per a la portada i una foto difosa a l'edició de març del 2006 de la revista FHM. El 2011, Chenoweth va llançar el seu primer vídeo musical televisat a Country Music Television, dirigit per Roman White, per la seva cançó "I Want Somebody". El vídeo pel single va aconseguir el lloc # 19 al Top 20 Countdown de CMT.

#### Enregistraments i concerts

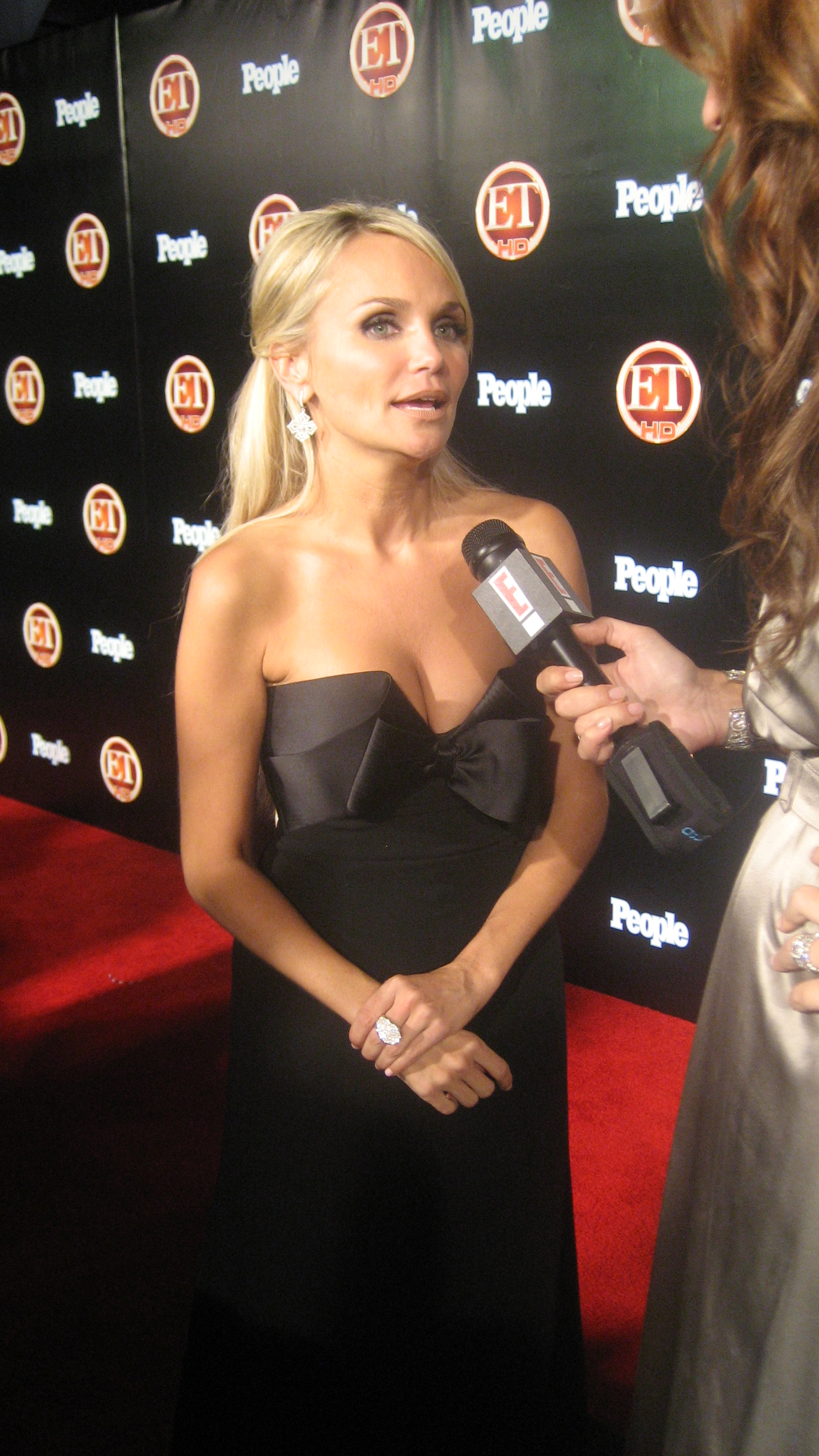
Chenoweth el 2008

Chenoweth té una veu parlant distintiva, que ha comparat amb la de Betty Boop. És una soprano de coloratura de formació clàssica, capaç de cantar la nota "F6" (també coneguda com "F sobre C alt").
Entre altres primers enregistraments, Chenoweth va participar en un enregistrament de l'estudi de The Most Happy Fella el 1992. També va participar en els enregistraments del repartiment de A New Brain (1998) i You're a Good Man, Charlie Brown (1999) i un enregistrament d'estudi del repartiment de 110 in the Shade (1999). El 2000 va aparèixer a l'àlbum Grateful: The Songs of John Bucchino. L'any següent, amb Mandy Patinkin, va aparèixer al disc titulat "Kidults". També el 2001 va llançar el seu primer àlbum en solitari Let Yourself Go, que era una col·lecció d'estàndards dels musicals dels anys trenta. Un dels temes presentava un duet amb Jason Alexander. A l'octubre de 2002, Chenoweth va interpretar cançons de l'àlbum en concert per a la sèrie de concerts American Songbook del Lincoln Center. Ben Rimalower, a Playbill, va elogiar l'àlbum com "un assumpte alegre". El mateix any, va aparèixer com a Fanny Brice al concert de beneficis de l'Actor Fund del musical Funny Girl a la ciutat de Nova York. El 2003 va realitzar a Londres un concert en solitari com a part de la sèrie Divas at the Donmar per al director Sam Mendes. Més tard, aquell mateix any, va cantar Glinda al repartiment de Wicked i a la banda sonora de The Music Man de Disney. Rimalower va escriure que Chenoweth "brillava" a l'àlbum. El 2004, va llançar el seu segon àlbum As I Am, que era un àlbum de música cristiana que contenia diverses cançons espirituals. L'àlbum va arribar al número 31 de la llista de discos cristians dels Estats Units. El mateix any, Chenoweth va donar un concert al Carnegie Hall.
L'agost de 2010, durant les seves nits que tenia lliures mentre feia Promises, Promises, Chenoweth va gravar el seu quart àlbum, un CD de country-pop titulat Some Lessons Learned. Publicat el 13 de setembre de 2011, l'àlbum conté cançons de by Diane Warren, Dolly Parton i Hillary Scott, entre d'altres. Chenoweth va coescriure dues de les cançons. Abans de l'àlbum, Chenoweth va llançar la cançó " I Want Somebody (Bitch About) ". Ben Rimalower, escrivint a Playbill, va pensar que l'àlbum "podria ser el més aconseguit de Chenoweth". A partir del programa de televisió GCB, el 2012, Chenoweth va llançar "Blessed Be the Ties that Bind", "Jesus Take the Wheel", "Prayer of St. Francis" (que també apareixia a Some Lessons Learned) i "This Little Light of Mine". Chenoweth va dirigir la seva primera gira de concerts als Estats Units l'estiu del 2012. El revisor de BroadwayWorld.com va escriure: "Kristin brilla a l'escenari".
Menys de quatre mesos després de la seva lesió al juliol de 2012 al plató de The Good Wife, Chenoweth va tornar a l'escenari del concert per a una sèrie curta de dates a Califòrnia, on va interpretar "un programa de 90 minuts, que fusionava el pop, Broadway, gospel i country amb observacions alegres i sense forçar. La gamma, el timbre i la versatilitat de Chenoweth es troben en la màxima forma, amb notes de punta sorprenents, registres igualats i una deliciosa capacitat de variar l'atac de nombre a nombre. " El 2013, Chenoweth va actuar a l'Opera de Sydney com a part d'una gira de concerts australiana. El 2014, Chenoweth va tornar al Carnegie Hall amb un concert autobiogràfic, on va cantar "una interpretació tan bona de" Molt més "com nosaltres". També va debutar en concert en solitari a Londres al Royal Albert Hall, on una crítica de cinc estrelles d'un crític va assenyalar: "Chenoweth sap innegablement com engolir un local, no només amb la seva (de vegades sorprenentment) potent veu operística, sinó també amb la seva irresistible personalitat, aquella audiència va estar al palmell de les mans durant tota la nit". Es va unir a Andrew Lippa al seu oratori I Am Harvey Milk a l'Avery Fisher Hall el 6 d'octubre de 2014.
El 2014, Chenoweth va publicar un àlbum titulat titled Coming Home. L'àlbum ocupà el número 48 del Billboard 200. La seva gira Coming Home va continuar el 2017. Chenoweth va publicar el seu següent àlbum, The Art of Elegance, el 2016, que va debutar al número 36 del Billboard 200 i al número 1 del Billboard Jazz Albums. One Una de les cançons de l'àlbum, "I'm a Fool to Want You", va ser nominada als premis Grammy pels seus arranjaments. Va donar una sèrie de concerts al Lunt-Fontanne Theatre de Broadway, titulat My Love Letter to Broadway, el 2016. El 2017 va oferir un concert al London Palladium, on "va fer un espectacle espectacular i va formar alhora una sincera connexió amb els seus fans".
Chenoweth va llançar l'àlbum For the Girls el 27 de setembre de 2019, que inclou portades de cançons de dones intèrprets de diversos gèneres que l'han influït. Va col·laborar amb Dolly Parton, Reba McEntire, Jennifer Hudson i Ariana Grande en l'àlbum. En suport de l'àlbum, va presentar una sèrie de concerts titulada Kristin Chenoweth: For the Girls al Nederlander Theatre del 8 al 17 de novembre de 2019.

#### Aparicions especials
Chenoweth i el repartiment del musical de Broadway Wicked van interpretar la cançó "One Short Day" a la desfilada de Macy's del Dia d'Acció de Gràcies del 2003. A la desfilada del 2005, Chenoweth va interpretar la cançó "Oklahoma" mentre anava a bord del flotador "Oklahoma Rising". La carrossa feia la primera de les tres aparicions anuals que commemoraven el centenari de l'estat d'Oklahoma el 2007. Va ser l'actriu estrella de la cerimònia d'inauguració del Torneig de Roses Parade del 2007. Va cantar "Our Good Nature", una composició original escrita coincidint amb la celebració del centenari d'Oklahoma i el tema de la desfilada. A la desfilada de Macy del 2008, va interpretar la cançó "The Christmas Waltz" del seu àlbum "A Lovely Way to Spend Christmas" mentre anava a bord de la carrossa "Care Bears Winter Fun-Derland".
Va cantar amb Il Divo com a part de la gira de Nadal d'Il Divo els dies 15, 16 i 17 de desembre de 2009 a Nova York i el 18 de desembre a Boston. Ha cantat l'himne nacional dels Estats Units en diversos esdeveniments esportius, incloent el primer partit a casa dels New York Yankees el 2010, en el Candlestick Park del Campionat de la Conferència NFC de la NFL el 22 de gener de 2012, at a l'obertura de la temporada dels Arizona Cardinals el 2016 i al seu partit a la Universitat de Phoenix Stadium contra els Seattle Seahawks el 9 de novembre de 2017. També el 2010, Chenoweth va organitzar els 15 premis anuals de l'Associació de Crítics de Cinema Difós a VH1.
El 2013, Chenoweth va ser co-presentadora dels Oscars Red Carpet Live immediatament abans dels 85è premis de l'Acadèmia i també va cantar el número final de la cerimònia, "Here's to the Losers", amb el presentador Seth MacFarlane, en què, parafrasejant la cançó original de Frank Sinatra, els dos fis entre els nominats que no havien estat premiats. Chenoweth va ser l'intèrpret en solitari del llargmetratge Live from Lincoln Center "The Dames of Broadway ... All of 'Em !!!" Al juliol, va presentar la cinquena gala Just For Laughs a Montreal. També va aparèixer a la desfilada de Macy's Thanksgiving Day Parade del 2013 interpretant la cançó " Nova York, Nova York " mentre anava a la carrossa "A World at Sea" de Royal Caribbean.
El 2015, va ser co-presentadora dels premis Tony. Va aparèixer com a convidada amb Andrea Bocelli en algunes de les seves parades de la gira nord-americana 2017-2018. El desembre de 2018, Chenoweth va ser l'artista convidada del Tabernacle Choir al concert de Nadal de Temple Square a Salt Lake City, Utah.

## Vida personal

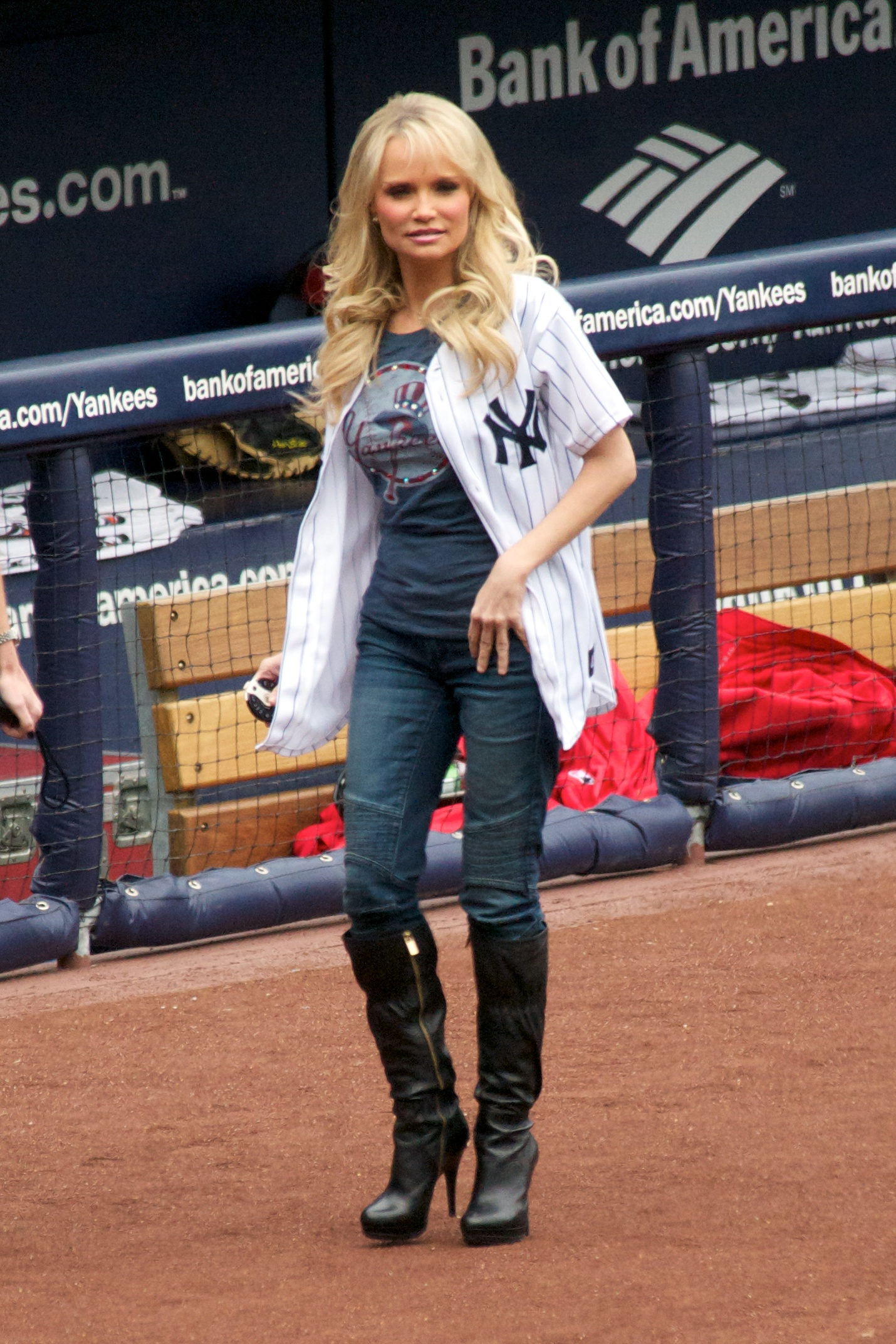
Chenoweth va cantar l'himne dels Estats Units per a la inauguració dels the Yankees el 2010.

El 2009, Chenoweth va publicar unes memòries, A Little Bit Wicked: Life, Love, and Faith in Stages, on descrivia la seva vida i carrera, inclosa la seva adopció, el seu torn a Wickedi el seu pas per Hol·lywood.
Chenoweth ha parlat públicament sobre la seva fe religiosa; es descriu a si mateixa com a "cristiana liberal sense judici".
Segons el diari The New York Times, quan Chenoweth "va assegurar als seus fans del teatre que donava suport als drets dels gais, la seva base cristiana estava indignada; no va ser convidada a actuar en una conferència sobre Dones de Fe el setembre del 2005 ". Chenoweth va llançar un disc a l'abril del 2005, As I Am, una barreja d' himnes i música cristiana contemporània, amb arranjaments contemporanis per a adults. Per promocionar l'àlbum, va fer una aparició a The 700 Club, cosa que va molestar a alguns dels seus fans gais. Més tard va dir que el que pensaven "Pat Robertsons i Jerry Falwells del món, fa por "i va lamentar la seva aparició al programa.
Chenoweth ha sortit amb diversos homes a Hol·lywood, inclòs ela productor Dana Brunetti, els actors Seth Green, Lane Garrison i Marc Kudisch (amb qui va estar promesa del 1998 al 2001), i el productor / escriptor Aaron Sorkin. A Studio 60 on the Sunset Strip de Sorkin, el personatge de Christian Harriet Hayes té semblances significatives amb Chenoweth, i la relació entre Hayes i "ateu jueu liberal de la costa est" (descripció de Hayes) Matt Albie es basa en el model de Chenoweth i Sorkin. Per exemple, la decisió de Chenoweth d'aparèixer a The 700 Club i la seva caiguda amb Women of Faith van ser representats amb el personatge de Hayes.
Chenoweth pateix la malaltia de Ménière, un trastorn de l'oïda interna que pot causar vertigen, mals de cap i nàusees, entre altres símptomes. Ha dit que durant algunes representacions es va recolzar en els seus companys de repartiment per mantenir l'equilibri i que li ha fet perdre les actuacions.
El maig del 2010, Chenoweth va escriure en resposta a un article de Newsweek de Ramin Setoodeh, un escriptor obertament gai. Setoodeh va pensar que el seu coprotagonista nominat al Tony, Promises, Promises, Sean Hayes, "sembla de fusta i insincer" en interpretar al personatge recte Chuck i que Jonathan Groff té un problema de credibilitat similar al programa de televisió Glee. Es va preguntar si algun actor obertament gai podria retratar de forma acceptable un personatge heterosexual. Chenoweth va anomenar l'article "horrorosament homòfob" i va criticar la visió de Setoodeh que racionalitzava "el mateix tipus de bullying" que enfronten els joves gai a l'escola secundària. Chenoweth va argumentar que el públic "ve al teatre per anar de viatge" i no es preocupa per l'orientació sexual d'un actor. La història va ser recollida pels principals mitjans de comunicació, inclosos el The New York Times i el Los Angeles Times.

## Crèdits

### Broadway
| Any  | Espectacle                       | Paper                                     | Notes                                                                 |
| ---- | -------------------------------- | ----------------------------------------- | --------------------------------------------------------------------- |
| 1997 | Steel Pier                       | Precious McGuire                          | Richard Rodgers Theatre 24 d'abril de 1997 – 28 de juny de 1997       |
| 1999 | You're a Good Man, Charlie Brown | Sally Brown                               | Ambassador Theatre 4 de febrer de 1999 – 13 de juny de 1999           |
| 1999 | Epic Proportions                 | Louise Goldman                            | Helen Hayes Theatre 7 de setembre de 1999 – 9 de desembre de 1999     |
| 2003 | Wicked                           | Glinda the Good Witch                     | George Gershwin Theatre 8 d'octubre de 2003 – 18 de juliol de 2004    |
| 2006 | The Apple Tree                   | Eve, Princess Barbára, Ella & Passionella | Studio 54 14 de desembre de 2006 – 11 de març de 2007                 |
| 2010 | Promises, Promises               | Fran Kubelik                              | The Broadway Theatre 28 de març de 2010 – 2 de gener de 2011          |
| 2015 | On the Twentieth Century         | Lily Garland                              | American Airlines Theatre 12 de febrer de 2015 – 19 de juliol de 2015 |
| 2016 | My Love Letter to Broadway       | Herself                                   | Lunt-Fontanne Theatre 2 de novembre de 2016 – 13 de novembre de 2016  |
| 2019 | Kristin Chenoweth: For the Girls | Herself                                   | Nederlander Theatre 8 de novembre de 2019 – 17 de novembre de 2019    |

### Altres produccions teatrals
| Any  | Títol                       | Rol                  | Teatre                                  |
| ---- | --------------------------- | -------------------- | --------------------------------------- |
| 1991 | The King and I              | Tuptim               | Music Theatre Wichita, Wichita, KS      |
| 1993 | Animal Crackers             | Arabella Rittenhouse | Paper Mill Playhouse, Millburn, NJ      |
| 1994 | Box Office of the Damned    | Kristy               | CSC Theatre, Off-Broadway               |
| 1994 | Dames at Sea                | Ruby                 | Harold Clurman Theater, Off-Broadway    |
| 1994 | Phantom                     | Christine Daaé       | North Shore Music Theatre, Beverly, MA  |
| 1995 | Phantom                     | Christine Daaé       | German tour                             |
| 1995 | Strike Up the Band          | Anne Draper          | Goodspeed Opera House, East Haddam, CT  |
| 1995 | The Fantasticks             | Luisa                | Sullivan Street Playhouse, Off-Broadway |
| 1997 | Scapin                      | Hyacinth             | Laura Pels Theatre, Off-Broadway        |
| 1998 | A New Brain                 | Nancy D/Waitress     | Mitzi E. Newhouse Theater, Off-Broadway |
| 2002 | Strike Up the Band          | Anne Draper          | Goodspeed Opera House, East Haddam, CT  |
| 2009 | Love, Loss, and What I Wore | N/A                  | Westside Theatre, Off-Broadway          |

#### New York City Center Encores!
| Any  | Títole                             | Rol                                     |
| ---- | ---------------------------------- | --------------------------------------- |
| 1998 | Strike up the Band                 | Anne Draper                             |
| 2000 | On a Clear Day You Can See Forever | Daisy Gamble/Melinda                    |
| 2005 | The Apple Tree                     | Eve, Princess Barbára, Ella/Passionella |
| 2007 | Stairway to Paradise               | Female Star                             |
| 2009 | Music in the Air                   | Frieda Hatzfeld                         |

### Cinema
| Any  | Títol                                | Rol                       | Notes              |
| ---- | ------------------------------------ | ------------------------- | ------------------ |
| 2002 | Topa Topa Bluffs                     | Patty                     |                    |
| 2005 | Bewitched                            | Maria Kelly               |                    |
| 2006 | The Pink Panther                     | Cherie                    |                    |
| 2006 | RV                                   | Mary Jo Gornicke          |                    |
| 2006 | Running with Scissors                | Fern Stewart              |                    |
| 2006 | Stranger than Fiction                | Book Channel Presentadora |                    |
| 2006 | Deck the Halls                       | Tia Hall                  |                    |
| 2006 | A Sesame Street Christmas Carol      | Christmas Carol           | Voice              |
| 2008 | Space Chimps                         | Kilowatt                  | Voice              |
| 2008 | Tinker Bell                          | Rosetta                   | Voice              |
| 2008 | Four Christmases                     | Courtney                  |                    |
| 2009 | Into Temptation                      | Linda Salerno             |                    |
| 2009 | Tinker Bell i the Lost Treasure      | Rosetta                   | Voice              |
| 2010 | Tinker Bell i the Great Fairy Rescue | Rosetta                   | Voice              |
| 2010 | You Again                            | Georgia King              |                    |
| 2012 | Hit i Run                            | Debby Kreeger             |                    |
| 2013 | Family Weekend                       | Samantha Smith-Dungy      |                    |
| 2014 | The Opposite Sex                     | Mrs. Kemp                 |                    |
| 2014 | Rio 2                                | Gabi                      | Voice              |
| 2015 | Strange Magic                        | Sugar Plum Fairy          | Voice              |
| 2015 | The Boy Next Door                    | Vicky Lansing             |                    |
| 2015 | The Peanuts Movie                    | Fifi                      | Voice              |
| 2015 | Twinsters                            |                           | Associate producer |
| 2016 | Hard Sell                            | Lorna Buchanan            |                    |
| 2017 | Class Rank                           | Janet Krauss              |                    |
| 2017 | My Little Pony: The Movie            | Princess Skystar          | Veu                |
| 2017 | The Star                             | Abby                      | Veu                |
| 2020 | The Witches                          | Daisy / Mary              | Voice role         |
| 2020 | Holidate                             | Aunt Susan                |                    |

### Televisió
| Any             | Títol                       | Rol                           | Notes                                                                                 |
| --------------- | --------------------------- | ----------------------------- | ------------------------------------------------------------------------------------- |
| 1999            | Annie                       | Lily St. Regis                |                                                                                       |
| 1999            | LateLine                    | Kristin                       | Episodi: "The Christian Guy"                                                          |
| 1999            | Paramour                    | Unknown                       | Miniseries                                                                            |
| 2001            | Seven Roses                 | Unknown                       |                                                                                       |
| 2001            | Kristin                     | Kristin Yancey                | 13 episodis (7 no emesos)                                                             |
| 2001            | Frasier                     | Portia Sanders                | Episodi: "Junior Agent"                                                               |
| 2002            | Baby Bob                    | Crystal Carter                | Episodi: "Talking Babies Say the Darndest Things"                                     |
| 2003            | The Music Man               | Marian Paroo                  |                                                                                       |
| 2003            | Fillmore!                   | Museum Guide                  | Doblatge, episodi: "Masterstroke of Malevolence"                                      |
| 2005            | Great Performances          | Cunegonde                     | Episodi: "Leonard Bernstein's Candide"                                                |
| 2004–2006       | The West Wing               | Annabeth Schott               | 34 episodis                                                                           |
| 2003, 2006      | Sesame Street               | Ms. Noodle                    | 2 episodis                                                                            |
| 2001, 2007      | Elmo's World                | Ms. Noodle                    | 2 episodis                                                                            |
| 2007            | Ugly Betty                  | Diane                         | Episodi: "East Side Story"                                                            |
| 2007            | 52nd Drama Desk Awards      | Presentadora                  | Especial                                                                              |
| 2007, 2018      | Robot Chicken               | Diverses veus                 | Doblatge; episodis: "Squaw Bury Shortcake"; "What Can You Tell Me About Butt Rashes?" |
| 2007–2009       | Pushing Daisies             | Olive Snook                   | 22 episodis                                                                           |
| 2009            | Twelve Men of Christmas     | E. J. Baxter                  | Lifetime movie                                                                        |
| 2009            | Sit Down, Shut Up           | Miracle Grohe                 | Doblatge; 13 episodis                                                                 |
| 2009–2011, 2014 | Glee                        | d'abril de Rhodes             | 5 episodis                                                                            |
| 2012            | GCB                         | Carlene Cockburn              | 10 episodis                                                                           |
| 2012            | Hot in Cleveland            | Courtney Price                | Episodi: "The Gateway Friend"                                                         |
| 2012            | The Good Wife               | Peggy Byrne                   | 2 episodis                                                                            |
| 2013            | Say Yes to the Dress        | Herself                       | 1 episodi "Sisters Know Best"                                                         |
| 2013–2014       | Kirstie                     | Brittany Gold                 | 2 episodis                                                                            |
| 2014–2017       | BoJack Horseman             | Vanessa Gekko, Mrs. Teach-Bot | Doblatge; 4 episodis                                                                  |
| 2015            | American Dad!               | Devin                         | Doblatge; episodi: "LGBSteve"                                                         |
| 2015            | 69è Premis Tony             | Presentadora                  | Especial                                                                              |
| 2015            | Descendants                 | Maleficent                    | Disney Channel Original Movie                                                         |
| 2015            | The Muppets                 | Herself                       | Episodi: "The Ex-Factor"                                                              |
| 2016            | Hairspray Live!             | Velma Von Tussle              | Especial                                                                              |
| 2017            | American Gods               | Easter                        | Episodi: "Come to Jesus"                                                              |
| 2017            | Younger                     | Marylynne Keller              | Episodi: "Post Truth"                                                                 |
| 2018            | Mom                         | Miranda                       | Episodi: "Charlotte Brontë i a Backhoe"                                               |
| 2018            | Trial & Error               | Lavinia Peck-Foster           | Main cast (season 2)                                                                  |
| 2018            | A Very Wicked Halloween     | Glinda/Herself                | Especial: co-Presentadora i performer                                                 |
| 2019            | A Christmas Love Story      | Katherine Clark               | Hallmark Channel Movie                                                                |
| 2019            | Harvey Girls Forever!       | Patty Pupé                    | Doblatge; episodi: "The Puppets Take Meanhattan"                                      |
| 2020            | The Disney Family Singalong | Warm Up Presentadora          | Sing Along Especial                                                                   |
| 2020            | Candy Land                  | Presentadora                  |                                                                                       |

## Premis i honors
Chenoweth va rebre un doctorat honoris causa en arts escèniques per la Facultat d'Arts de la Universitat de Carolina del Nord el 2009, on va ser la ponent inicial. La Universitat d'Oklahoma City, on va obtenir els seus estudis de grau i màster, li va atorgar el títol honorífic de Doctor en Lletres Humanes el 2013. El 2010, Chenoweth va ser inclosa al Saló de la Fama d'Oklahoma. El 2011, va guanyar el premi GLAAD Vanguard.
El 2012, el Broken Arrow Performing Arts Center va batejar el seu teatre com a teatre Kristin Chenoweth. Chenoweth va rebre una estrella al Passeig de la Fama de Hollywood el 2015. El 2015 va ser inclosa com a membre honorària del capítol Sigma Theta de la fraternitat musical Sigma Alpha Iota a l' Eastman School of Music.
| Any  | Premi                      | Categoria                                        | Treball                          | Resultat  | Ref.            |
| ---- | -------------------------- | ------------------------------------------------ | -------------------------------- | --------- | --------------- |
| 1997 | Premis Theatre World       | Debut a Broadway més destacat                    | Steel Pier                       | Guanyador | [ 183 ]         |
| 1999 | Premis Tony                | Millor actriu de repartiment de musical          | You're a Good Man, Charlie Brown | Guanyador | [ 183 ] [ 184 ] |
| 1999 | Premis Drama Desk          | Actriu de repartiment més destacada a un musical | You're a Good Man, Charlie Brown | Guanyador | [ 183 ] [ 184 ] |
| 1999 | Premi Outer Critics Circle | Actriu de repartiment més destacada a un musical | You're a Good Man, Charlie Brown | Guanyador | [ 183 ] [ 184 ] |
| 2004 | Premis Tony                | Millor actriu protagonista de musical            | Wicked                           | Nominat   | [ 183 ] [ 184 ] |
| 2004 | Premi Outer Critics Circle | Actriu més destacada a un musical                | Wicked                           | Nominat   | [ 183 ] [ 184 ] |
| 2004 | Premis Drama Desk          | Actriu més destacada a un musical                | Wicked                           | Nominat   | [ 183 ] [ 184 ] |
| 2007 | Premis Drama Desk          | Actriu més destacada a un musical                | The Apple Tree                   | Nominat   | [ 183 ] [ 184 ] |
| 2007 | Premi Outer Critics Circle | Actriu més destacada a un musical                | The Apple Tree                   | Nominat   | [ 183 ] [ 184 ] |
| 2015 | Premis Tony                | Millor actriu protagonista de musical            | On the Twentieth Century         | Nominat   | [ 183 ] [ 184 ] |
| 2015 | Premis Drama Desk          | Actriu més destacada a un musical                | On the Twentieth Century         | Guanyador | [ 183 ] [ 184 ] |
| 2015 | Premi Outer Critics Circle | Actriu més destacada a un musical                | On the Twentieth Century         | Guanyador | [ 183 ] [ 184 ] |

| Any  | Premi                  | Categoria                                                         | Treball         | Resultat  |
| ---- | ---------------------- | ----------------------------------------------------------------- | --------------- | --------- |
| 2005 | Screen Actors Guild    | Actuació més destacada per un conjunt a una sèrie dramàtica       | The West Wing   | Nominat   |
| 2006 | Screen Actors Guild    | Actuació més destacada per un conjunt a una sèrie dramàtica       | The West Wing   | Nominat   |
| 2008 | Premis Satellite       | Millor actriu de repartiment en una sèrie, mini-sèrie o telemovie | Pushing Daisies | Nominat   |
| 2008 | Premi Primetime Emmy   | Actriu de repartiment més destacada en una comèdia                | Pushing Daisies | Nominat   |
| 2009 | Premi Primetime Emmy   | Actriu de repartiment més destacada en una comèdia                | Pushing Daisies | Guanyador |
| 2010 | Premi Primetime Emmy   | Actriu convidada més destacada en una comèdia                     | Glee            | Nominat   |
| 2011 | Premi Primetime Emmy   | Actriu convidada més destacada en una comèdia                     | Glee            | Nominat   |
| 2012 | Premis People's Choice | Millor estrella convidada a la televisió                          | Glee            | Nominat   |
| 2016 | Premi Primetime Emmy   | Programa especial més destacat                                    | 69è Premis Tony | Nominat   |